# 天津法租界道路列表
天津法租界道路列表是天津法租界界内所有道路的列表。

## 道路列表[1]
| 编号                                | 法租界时期中文路名 | 法租界时期法文路名            | 收回后路名 | 现时路名          | 现时路段                                                                            |
| 一号路                              | 海大道             | Rue de Takou                  | 大沽路     | 大沽北路          | 张自忠路至营口道                                                                    |
| 二号路                              | 七月十四日路       | Rue du 14 Juillet             | 长春道     | 长春道            | 大沽北路至解放北路                                                                  |
| 三号路                              | 石教士路           | Rue Chevrier                  | 黑龙江路   | 黑龙江路          | 长春道至哈尔滨道                                                                    |
| 四号路                              | 葛公使路           | Rue Paron Gros                | 滨江道     | 滨江道            | 大沽北路至张自忠路，现解放北路至张自忠路段已不存在。                                |
| 五号路                              | 巴黎路             | Rue de Paris                  | 吉林路     | 吉林路            | 张自忠路至营口道                                                                    |
| 六号路                              | 杜麦路 狄总领事路  | Rue Paul Doumer Rue Dillon    | 哈尔滨道   | 丹东路 哈尔滨道   | 大沽北路至和平路，现已不存在。 大沽北路至张自忠路，现解放北路至张自忠路段已不存在。 |
| 七号路                              | 大法国路           | Rue de France                 | 中正路     | 解放北路          | 张自忠路至营口道                                                                    |
| 八号路                              | 巴斯德路 水师营路  | Rue Pasteur Rue de L'Amirauté | 赤峰道     | 赤峰道            | 解放北路至和平路 张自忠路至解放北路                                                 |
| 九号路                              | 古拔路             | Rue Courbet                   | 松江路     | 松江路            | 原张自忠路至滨江道，现已不存在。                                                    |
| 十号路                              | 领事馆路           | Rue du Consulat               | 承德道     | 承德道            | 张自忠路至解放北路                                                                  |
| 十一号路                            | 宝总领事路         | Rue Henry Bourgeois           | 合江路     | 合江路            | 原张自忠路至赤峰道，现已不存在。                                                    |
| 十二号路                            | 圣鲁易路           | Rue Saint Louis               | 营口道     | 营口道            | 张自忠路至南京路                                                                    |
| 十三号路                            | 克莱蒙梭广场       | Place Clemenceau              | 承德道     | 承德道            | 解放北路至吉林路                                                                    |
| 十四号路                            | 威尔顿路           | Rue de Verdun                 | 承德道     | 承德道            | 吉林路至花园路                                                                      |
| 十五号路                            | 柏公使河坝         | Quai Auguste Boppe            | 张自忠路   | 张自忠路          | 大沽北路至解放北路                                                                  |
| 十六号路 十七号路 十八号路 十九号路 | 大法国河坝         | Quai de France                | 张自忠路   | 张自忠路 台儿庄路 | 解放北路至营口道                                                                    |
| 二十号路                            | 拉大夫路           | Rue Laville                   | 哈尔滨道   | 哈尔滨道          | 大沽北路至和平路                                                                    |
| 二十一号路                          | 杜总领事路         | Rue du Chaylard               | 罗斯福路   | 和平路            | 锦州道至营口道                                                                      |
| 二十二号路                          | 泰伟路             | Rue Trévé                     | 菜市街     | 菜市街            | 大沽北路至锦州道，现已不存在。                                                      |
| 二十三号路                          | 毕格海路           | Rue Piquerez                  | 兴安路     | 兴安路            | 锦州道至丹东路，现锦州道至长春道段已不存在。                                        |
| 二十四号路                          | 窦总领事路         | Rue G. Devéria                | 长春道     | 长春道            | 大沽北路至南京路，现和平路至兴安路段已不存在。                                      |
| 二十五号路                          | 梅大夫路           | Rue Mesny                     | 辽宁路     | 辽宁路            | 锦州道至花园路                                                                      |
| 二十六号路                          | 福煦将军路         | Rue du Maréchal Foch          | 滨江道     | 滨江道 独山路     | 大沽北路至南京路 至西宁道                                                           |
| 二十七号路                          | 樊主教路           | Rue Favier                    | 林森路     | 新华路            | 锦州道至营口道                                                                      |
| 二十八号路                          | 马诺河路           | Rue de la Marne               | 安东路     | 丹东路            | 和平路至花园路                                                                      |
| 二十九号路                          | 沙大夫路           | Rue Chabaneix                 | 山东路     | 山东路            | 锦州道至营口道                                                                      |
| 三十号路                            | 贝拉扣路           | Rue de Pélacot                | 哈尔滨道   | 哈尔滨道          | 和平路至南京路                                                                      |
| 三十一号路                          | 德大夫路           | Rue Depasse                   | 河北路     | 河北路            | 锦州道至营口道                                                                      |
| 三十二号路                          | 丰领事路           | Rue Fontanier                 | 赤峰道     | 赤峰道            | 和平路至南京路                                                                      |
| 三十三号路                          | 一坡城路           | Rue D'Ypres                   | 河南路     | 河南路            | 锦州道至营口道                                                                      |
| 三十四号路                          | 佩丹路             | Rue Pétain                    | 承德道     | 承德道            | 花园路至河北路                                                                      |
| 三十五号路                          | 萨工程师路         | Rue Sabouraud                 | 山西路     | 山西路            | 锦州道至营口道                                                                      |
| 三十六号路                          | 苏莫河路           | Rue de la Somme               | 安东路     | 丹东路            | 花园路至营口道                                                                      |
| 三十七号路                          | 狄米得城路         | Rue de Dixmude                | 陕西路     | 陕西路            | 锦州道至赤峰道                                                                      |
| 三十八号路                          | 李泽河路           | Rue de L'Yser                 | 辽宁路     | 辽宁路            | 花园路至营口道                                                                      |
| 三十九号路                          | 甘总领事路         | Rue Gaston Kahn               | 南京路     | 南京路            | 营口道至锦州道                                                                      |
| 四十号路                            | 霞飞路             | Rue Cours Joffre              | 花园路     | 花园路            | 环形街道                                                                            |
| 五十三号路                          | 教堂前大街         | Rue de L'Evéché               | 西宁道     | 西宁道            | 四平西道至营口道                                                                    |
| 五十四号路                          | 明德堡             |                               | 独山路     | 独山路            | 西宁道至宝鸡东路                                                                    |
| 五十五号路                          | 苗圃路             | Rue de Pépinière              | 兰州道     | 兰州道            | 四平西道至贵阳路                                                                    |
| 五十六号路                          | 贩商路             | Rue des Brocanteurs           | 贵阳路     | 贵阳路            | 南京路至营口道                                                                      |
| 五十七号路                          | 喷井路             | Rue du Puits Artésien         | 宝鸡道     | 宝鸡道            | 四平西道至营口道                                                                    |
| 五十八号路                          | 砖瓦商路           | Rue des Briquetiers           | 昆明路     | 昆明路            | 南京路至营口道                                                                      |
| 五十九号路                          | 南兵路             | Rue du Tirailleur             | 拉萨道     | 拉萨道            | 四平西道至贵阳路                                                                    |
| 六十二号路                          | 煤炭商路           | Rue des Charbonnis            | 康定路     | 康定路            | 四平西道至昆明路，其中一段改为绵阳路。                                              |
| 六十四号路                          | 西大埝             | Grande Ceinture               | 四平道     | 四平西道          | 南京路至新兴路                                                                      |
| 六十五号路                          | 西小埝             | Petite Ceinture               | 新兴路     | 新兴路            | 四平西道至营口道                                                                    |
|                                     | 泰隆路             |                               | 泰隆路     | 泰隆路            | 辽宁路至新华路                                                                      |
|                                     | 兆丰路             |                               | 兆丰路     | 兆丰路            | 长春道至锦州道                                                                      |
|                                     | 杨福荫路           |                               | 杨福荫路   | 杨福荫路          | 长春道至滨江道                                                                      |

## 内部链接
- 天津英租界道路列表
- 天津日租界道路列表
- 天津德租界道路列表